# Bellakath
Hilda Katherinne Huerta Díaz (Ciudad de México, 5 de octubre de 1997), conocida artísticamente como Bellakath, es una cantante, compositora y productora musical mexicana, destacada por sus letras explícitas y ser una de las figuras más influyentes del reguetón mexa. Ha conseguido mayor popularidad por sus canciones virales «Gatita» y «Reggaetón Champagne», este último en colaboración de Dani Flow.

## Biografía
Nacida el 5 de octubre de 1997 en Ciudad de México, Huerta creció en la colonia Agrícola Oriental en Iztacalco. Cursó sus estudios secundarios en el Colegio de Ciencias y Humanidades Plantel Sur, época en que ganó popularidad en Ask.fm y por su cosplay de Mérida de Brave. En noviembre de 2021, se licenció en Derecho en la Universidad Nacional Autónoma de México y posteriormente se especializó en Criminología, Criminalística y Técnicas Periciales.

## Carrera

### Inicios en la farándula y la música (2018-2021)
En 2018, Huerta ingresó como concursante al reality show de citas románticas Enamorándonos, transmitido por TV Azteca. Sin embargo, en febrero de 2019, fue expulsada del programa de manera polémica por promover la difusión de memes racistas en Internet sobre la actriz mexicana Yalitza Aparicio. Posteriormente, se convirtió en una celebridad de Internet y las redes sociales.
A inicios de 2020, bajo el nombre artístico de Bellakath, inició su carrera musical, lanzando su primer sencillo «Melocotón» junto a Michael G. Ese mismo año, también publicó los sencillos «La gata de la Agrícola Oriental» y «Lluvia de micheladas». Tras realizar múltiples colaboraciones, el 28 de abril de 2021 publicó su primera producción discográfica, el EP titulado 911.

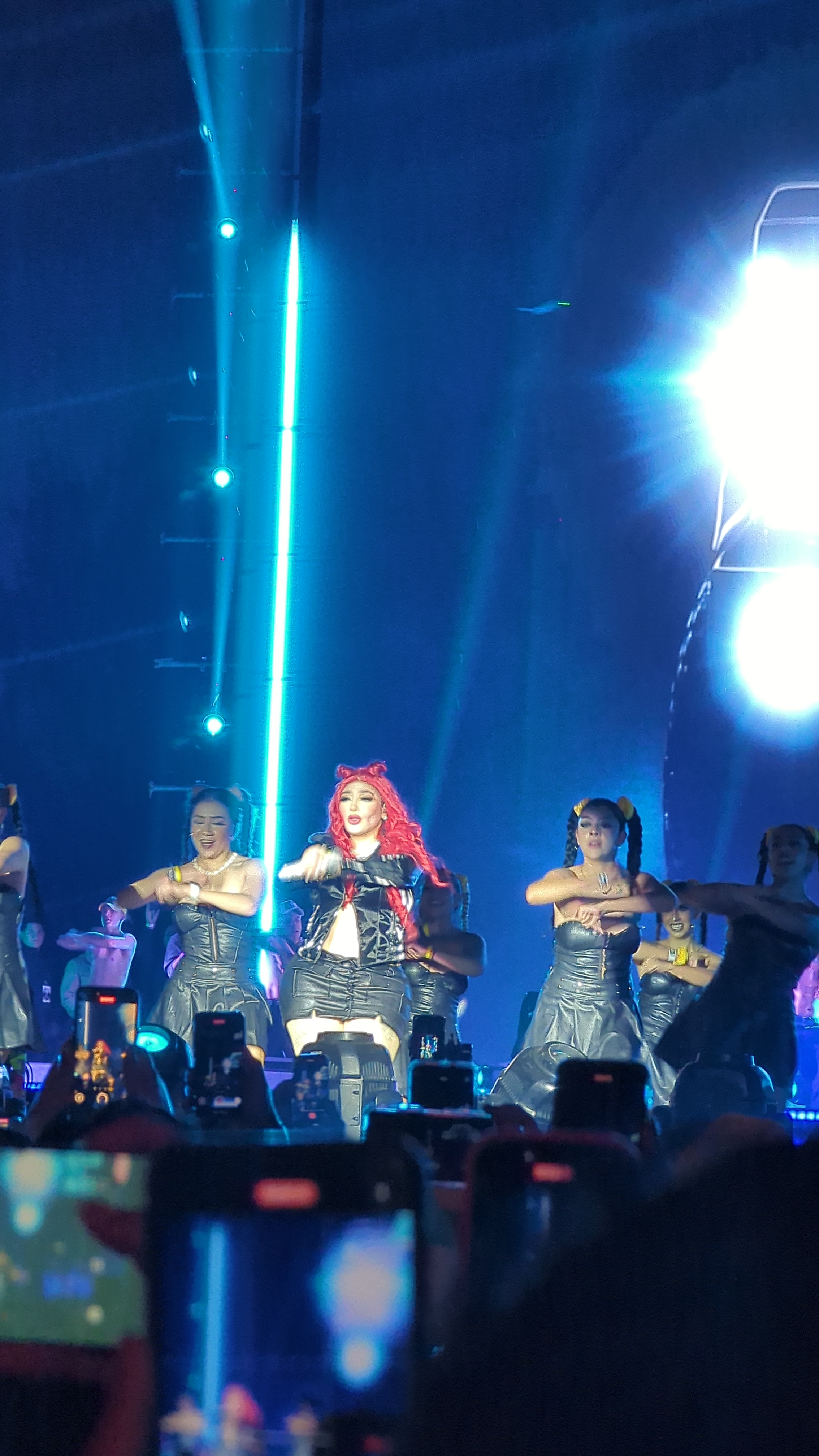
Bellakath en Mexcla 2024

### Consolidación musical yKittyponeo(desde 2022)
El 5 de octubre de 2022, publicó su sencillo «Gatita», el cual se viralizó en TikTok y marcó el primer éxito comercial del reguetón mexa, alcanzando el número uno y siendo certificada en México. La canción también se situó en la posición número 30 en la lista Hot Latin Songs de Estados Unidos y estableció varios récords en Spotify. En febrero de 2023, Bellakath se unió al sello discográfico Warner Music México. En mayo de 2023 lanzó el sencillo «Y yo me le pego» en colaboración de Profeta Yao Yao y Smi-Lee, con el cual consiguió un premio a la canción del año en los TikTok Awards y una certificación de disco de platino por la Amprofon.
El 5 de octubre de 2023, lanzó su álbum de estudio debut, Kittyponeo, que incluye colaboraciones de artistas como Don Chezina y Kalé, así como los sencillos «Gatita» y «Reggaeton Champagne». Esta última canción, en colaboración de Dani Flow, generó diversas críticas, pero consolidó aun más su éxito viral. Consiguió ingresar al listado Global 200 Excl. US de Billboard, así como también a las listas de Ecuador, México y Perú. En noviembre de 2023, se presentó en el Coca-Cola Flow Fest en representación de México, donde interpretó las canciones mencionadas.

### Sata 42yLa Reina del Reggaetón Mexicano: tomo I: la Chica de las Poesías(desde 2024)
El 15 de julio de 2024, lanzó su segundo álbum de estudio, Sata 42, donde explora el estilo del dembow dominicano a través de nueve colaboraciones con artistas de República Dominicana. El álbum fue nominado a los Premios Tu Música Urbano 2025 en la categoría «álbum del año – artista femenina». Ese mismo mes, también se estrenó su colaboración en la canción «Fresita» del álbum Pero no te enamores de Fuerza Regida, la cual ingresó al listado Hot Latin Songs de Estados Unidos.
El 3 de octubre de 2024, publicó su tercer álbum de estudio La Reina del Reggaetón Mexicano: tomo I: la Chica de las Poesías, que contó con las colaboraciones de artistas mexicanos y artistas internacionales como Jamsha, Jowell & Randy y Maldy. En noviembre de ese año, el proyecto obtuvo una certificación como disco de oro en México. Previamente, también en octubre, la Sociedad de Autores y Compositores de México le otorgó dos galardones Éxito SACM en reconocimiento a sus canciones «Gatita» y «Reggaetón Champagne».

## Estilo y recepción crítica
El estilo musical de Bellakath ha suscitado controversia y debate. En el contexto del reguetón mexa, predominantemente masculino, la artista ha declarado su intención de destacar a las mujeres y buscar el «empoderamiento femenino», invirtiendo la perspectiva de la lírica tradicional, afirmando que sus canciones sirven para que «las mujeres se sientan libres de cantar lo que quieren». Más allá de una recepción irónica o como meme en redes sociales, sus letras han sido ampliamente criticadas por su contenido calificado como «explícito», «grotesco» y «ofensivo hacia la mujer», así como por su «potencial impacto en el público joven», No obstante, también ha recibido críticas positivas, resaltando su compromiso de «llevar el sonido mexicano al escenario global», «romper tabúes» y «demostrar que las mujeres tienen un lugar en el reguetón».
Su apariencia física también ha generado interés y debate debido a las múltiples cirugías estéticas realizadas desde los 20 años, al inicio de su carrera musical. Estos procedimientos, que incluyen diversas intervenciones faciales y corporales, han suscitado opiniones divididas entre quienes defienden su libertad de expresión corporal y quienes critican los estándares de belleza promovidos. Además, en marzo de 2023, su canción «Gatita», tras alcanzar popularidad, enfrentó acusaciones de plagio por similitudes con la canción «El hueso de mi perra» perteneciente al grupo colombiano Son de AK, lo que resultó en su retiro temporal de plataformas de streaming.

## Discografía

### Álbumes de estudio
| Título                                                           | Detalles del álbum |
| ---------------------------------------------------------------- | --- |
| Kittyponeo                                                       | - Publicación: 5 de octubre de 2023 - Discográfica: La Mafia del Perreo, Warner Music México - Formato: Descarga digital, streaming |
| Sata 42                                                          | - Publicación: 15 de julio de 2024 - Discográfica: La Mafia del Perreo, Warner Music México - Formato: Descarga digital, streaming  |
| La Reina del Reggaetón Mexicano: tomo I: la Chica de las Poesías | - Publicación: 3 de octubre de 2024 - Discográfica: La Mafia del Perreo, Warner Music México - Formato: Descarga digital, streaming |

### EP
| Título | Detalles del EP                                                                                               |
| ------ | --- |
| 911    | - Publicación: 28 de abril de 2021 - Discográfica: La Mafia del Perreo - Formato: Descarga digital, streaming |

## Premios y nominaciones
| Premio                   | Año  | Categoría                                             | Trabajo                                                         | Resultado | Ref.   |
| ------------------------ | ---- | ----------------------------------------------------- | --------------------------------------------------------------- | --------- | ------ |
| Éxito SACM               | 2024 |                                                       | «Gatita»                                                        | Ganadora  | [ 53 ] |
| Éxito SACM               | 2024 |                                                       | «Reggaeton Champagne»                                           | Ganadora  | [ 53 ] |
| Premios MTV Miaw         | 2023 | Himno viral                                           | «Gatita»                                                        | Nominada  | [ 54 ] |
| Premios MTV Miaw         | 2024 | Reggaetonero del año                                  | Ella misma                                                      | Nominada  | [ 55 ] |
| Premios MTV Miaw         | 2024 | Bomba viral                                           | Ella misma                                                      | Ganadora  | [ 55 ] |
| Premios Lo Nuestro       | 2025 | Mejor combinación femenina                            | «5 Babys» (con Kimberly Loaiza, Fariana, Ptazeta y Yami Safdie) | Nominadas | [ 56 ] |
| Premios Lo Nuestro       | 2025 | Colaboración del año – urbano                         | «5 Babys» (con Kimberly Loaiza, Fariana, Ptazeta y Yami Safdie) | Nominadas | [ 56 ] |
| Premios Lo Nuestro       | 2025 | Artista femenina del año – urbano                     | Ella misma                                                      | Nominada  | [ 56 ] |
| Premios Lo Nuestro       | 2025 | Artista revelación del año femenino – pop rock/urbano | Ella misma                                                      | Nominada  | [ 56 ] |
| TikTok Awards            | 2024 | Canción del año                                       | «Y yo me le pego»                                               | Ganadora  | [ 57 ] |
| Premios Tu Música Urbano | 2025 | Artista emergente femenina                            | Ella misma                                                      | Pendiente | [ 32 ] |
| Premios Tu Música Urbano | 2025 | Álbum del año – artista femenina                      | Sata 42                                                         | Pendiente | [ 32 ] |